# Форд, Кортни (футболист)
Ко́ртни То́мпсон-Форд (англ. Kortne Thompson-Ford; 26 января 1996, Олейте, Канзас, США) — американский футболист, центральный защитник клуба «Спортинг Канзас-Сити II».

## Биография
Форд родился и провёл часть детства в городе Олейте (штат Канзас), где попал в академию клуба «Канзас-Сити Уизардс». В 2008 году в возрасте 12 лет он вместе с матерью переехал в Колорадо.
Форд пришёл в академию футбольного клуба «Колорадо Рэпидз» в 2012 году из команды «Колорадо Сторм Норт». Играл за команды академии U-16 и U-18. Выступал за резервную команду «Колорадо Рэпидз» в сезонах 2013 и 2014.
В 2014 году Форд поступил в Денверский университет, где обучался по специальности «Бизнес-статистика» и выступал за университетскую футбольную команду «Денвер Пайонирз». За три сезона в Национальной ассоциации студенческого спорта сыграл 62 матча, забил пять мячей и отдал три результативные передачи. В сезоне 2014 был включён в символическую сборную новичков Саммит-лиги и во вторую символическую сборную Саммит-лиги. В сезоне 2015 был включён в первую символическую сборную Саммит-лиги. В сезоне 2016 был включён в первую символическую сборную Саммит-лиги и во вторую всеамериканскую символическую сборную по версии Top Drawer Soccer.
6 января 2017 года Форд подписал контракт с «Колорадо Рэпидз» по правилу доморощенного игрока. Его профессиональный дебют состоялся 9 апреля в матче против «Спортинга Канзас-Сити». В матче против «Спортинга Канзас-Сити» 27 мая он забил свой первый гол в профессиональной карьере. 3 марта 2018 года на тренировке получил растяжение медиальной коллатеральной связки левого колена, из-за чего пропустил 15 матчей. Пропустил весь сезон 2019 из-за травмы колена, 21 июня 2019 года перенёс операцию по восстановлению сустава большеберцовой и малоберцовой костей и разрыва медиального мениска. Сезон 2020 также пропустил, 25 августа 2020 года перенёс операцию на колене.
19 августа 2021 года Форд был отдан в аренду клубу Чемпионшипа ЮСЛ «Сан-Антонио». Дебютировал за «Сан-Антонио» 21 августа в матче против «Эль-Пасо Локомотив», выйдя на поле впервые за почти три года. 1 сентября в матче против «Реал Монаркс» забил свой первый гол за «Сан-Антонио».
По окончании сезона 2021 «Колорадо Рэпидз» отклонил опцию продления контракта Форда, но провёл переговоры с ним о возможном возвращении в клуб в сезоне 2022.
14 января 2022 года Форд на правах свободного агента присоединился к «Спортингу Канзас-Сити», подписав с клубом контракт на сезон 2022 с опциями продления на сезоны 2023 и 2024. За «Спортинг» дебютировал 12 марта в матче против своего бывшего клуба «Колорадо Рэпидз», выйдя на замену в конце второго тайма вместо Андреу Фонтаса. 22 июня в матче четвертьфинала Открытого кубка США 2022 против клуба третьего дивизиона, Лиги один ЮСЛ, «Юнион Омаха» забил свой первый гол за «Спортинг». 15 июля Форд был дисквалифицирован на 10 матчей и оштрафован на 20 % от своей годовой зарплаты после положительного теста на стимулирующее вещество. По окончании сезона 2022 «Спортинг КС» использовал опцию продления контракта Форда. 8 февраля 2023 года в предсезонном матче с «Реал Солт-Лейк» он получил разрыв ахиллова сухожилия, из-за чего пропустил весь сезон 2023. По окончании сезона 2023 «Спортинг Канзас-Сити» отклонил опцию продления контракта с Фордом.
12 января 2024 года Форд подписал контракт со «Спортингом Канзас-Сити II».

## Статистика выступлений
| Выступление          | Выступление      | Выступление      | Лига | Лига | Плей-офф | Плей-офф | Кубок | Кубок | Континент | Континент | Итого | Итого |
| Клуб                 | Лига             | Сезон            | Игры | Голы | Игры     | Голы     | Игры  | Голы  | Игры      | Голы      | Игры  | Голы  |
| -------------------- | ---------------- | ---------------- | ---- | ---- | -------- | -------- | ----- | ----- | --------- | --------- | ----- | ----- |
| Колорадо Рэпидз      | MLS              | 2017             | 20   | 1    | —        | —        | 1     | 0     | —         | —         | 21    | 1     |
| Колорадо Рэпидз      | MLS              | 2018             | 15   | 0    | —        | —        | 0     | 0     | 2         | 0         | 17    | 0     |
| Колорадо Рэпидз      | MLS              | 2019             | 0    | 0    | —        | —        | 0     | 0     | —         | —         | 0     | 0     |
| Колорадо Рэпидз      | MLS              | 2020             | 0    | 0    | 0        | 0        | —     | —     | —         | —         | 0     | 0     |
| Колорадо Рэпидз      | MLS              | 2021             | 0    | 0    | —        | —        | —     | —     | —         | —         | 0     | 0     |
| Колорадо Рэпидз      | Итого            | Итого            | 35   | 1    | 0        | 0        | 1     | 0     | 2         | 0         | 38    | 1     |
| Сан-Антонио (аренда) | USLC             | 2021             | 13   | 4    | 3        | 0        | —     | —     | —         | —         | 16    | 4     |
| Спортинг Канзас-Сити | MLS              | 2022             | 14   | 0    | —        | —        | 2     | 1     | —         | —         | 16    | 1     |
| Спортинг Канзас-Сити | MLS              | 2023             | 0    | 0    | 0        | 0        | 0     | 0     | 0         | 0         | 0     | 0     |
| Спортинг Канзас-Сити | Итого            | Итого            | 14   | 0    | 0        | 0        | 2     | 1     | 0         | 0         | 16    | 1     |
| Всего за карьеру     | Всего за карьеру | Всего за карьеру | 62   | 5    | 3        | 0        | 3     | 1     | 2         | 0         | 70    | 6     |

Источники: Transfermarkt, Soccerway, Football Database EU.